# Hurricane (banda)
Hurricane es una banda estadounidense de heavy metal, conformada originalmente por Kelly Hansen (voz), Robert Sarzo (guitarra), Tony Cavazo (bajo), y Jay Schellen (batería).

## Historia
Hurricane grabó cuatro discos: Take What You Want (1985), Over The Edge (1988), Slave To The Thrill (1990), y Liquifury (2001). Over The Edge fue su álbum más exitoso, incluyendo el único de sus éxitos que ingresó al Top 40, "I'm On To You" en 1988. En 1989, Sarzo deja el grupo y es reemplazado por el guitarrista Doug Aldrich. Esta alineación grabó un álbum, antes de que Aldrich se convirtiera en guitarrista de la banda House of Lords.

## Músicos

### Actuales
- Robert Sarzo – guitarra, coros (1985–1989, 2010–presente)
- Tony Cavazo – bajo, coros (1985–1991, 2010–presente)
- Mike Hansen – batería (2010–presente)
- Michael O'Mara – voz (2016–presente)

### Anteriores
- Kelly Hansen – voz, guitarra, teclados (1985–1991, 2000–2003)
- Jay Schellen – batería, coros (1985–1991, 2000–2003)
- Michael Guy – guitarra, coros (1985)
- Doug Aldrich – guitarra, coros (1989–1991)
- Larry Antonino – bajo, coros (2000–2003)
- Sean Manning – guitarra, coros (2000–2003)
- Andrew Freeman – voz, guitarra (2010–2012)
- Jason Ames – voz (2014–2015)

## Discografía
- Take What You Want (1985)
- Over The Edge (1988)
- Slave to the Thrill (1990)
- Liquifury (2001)
- Reconnected (2023)

### Sencillos
- "Over The Edge" (1988)
- "I'm on To You" (1988)
- "Next To You" (1990)
- "Dance Little Sister" (1990)